# 日章学園中学校・高等学校
日章学園中学・高等学校（にっしょうがくえんちゅうがく・こうとうがっこう）は、宮崎県宮崎市広原に所在する私立中学校・高等学校。中高一貫校。系列校に、日章学園九州国際高等学校や鹿児島県日置市に鹿児島城西高等学校などがある。

## 設置形態
- 中学校
- 高等学校
  - 特別進学科
  - トータルエステティック科
  - 調理科
  - 電気科
  - コンピュータ科
  - 普通科
    - スポーツ進学コース
    - 経営情報コース
    - 共生コース

  - ヘアーデザイン科
  - パティシエ科
  - 福祉科
  - 自動車科

## 沿革
- 1950年（昭和25年）5月 - 宮崎市丸島町に宮崎高等会計学院として設立。
- 1953年（昭和28年）12月 - 学校法人日章学園を創立。
- 1987年（昭和62年）4月 - 日章学園高等学校に改称。
- 2004年（平成16年）4月 - 日章学園中学校を開校[1]。中高一貫校となる。

## 海外姉妹校
- 韓吉学園富川大学（朝鮮語版）
- 私立協和祐徳高級中学校

## 著名な出身者

### 野球
- 石淵国博（元プロ野球選手）
- 東政敏（元プロ野球選手）
- 片山文男（元プロ野球選手）
- 瀬間仲ノルベルト（元プロ野球選手）
- 山﨑剛（プロ野球選手）
- 平野大和（プロ野球選手）
- 深草駿哉（独立リーグ野球選手）

### サッカー
- 釘崎康臣（サッカー選手）
- 久木野聡（サッカー選手）
- 黒木聖仁（サッカー選手）
- 藤岡浩介（サッカー選手）
- 佐藤颯汰（サッカー選手）
- 村田航一（サッカー選手）
- 菊池禎晃（サッカー選手）
- 金川羅彌（サッカー選手）
- 阿部稜汰（サッカー選手）
- 高岡伶颯（サッカー選手）
- 南創太（サッカー選手）

### ボクシング
- 戸高秀樹（プロボクサー）※中退
- 本田秀伸（プロボクサー）
- 永田大士（プロボクサー）
- 赤城武幸（元プロボクサー）
- 湯場海樹（プロボクサー）
- 伊藤沙月（プロボクサー）
- 齋藤麗王（プロボクサー）

### ゴルフ
- 香妻琴乃（プロゴルファー）
- 柏原明日架（プロゴルファー）
- 永嶋花音（プロゴルファー）
- 菅楓華（プロゴルファー）
- 荒木優奈（プロゴルファー）

### 文化
- 郡山総一郎（フォトジャーナリスト）
- 桑佳あさ（漫画家）

### 芸能
- 長友光弘（お笑い芸人・響）
- 坂元健児（ミュージカル俳優）

## 運動部
- 高校硬式野球部は2002年夏（第84回）と2019年春（第91回）に出場経験がある。
- 高校サッカー部は、全国高等学校総合体育大会サッカー競技大会に17回、全国高等学校サッカー選手権大会に17回の出場を誇る高校サッカーの強豪である。
- 中学サッカー部は、全国中学校サッカー大会で2006年、2007年と2018年、2019年大会で連続優勝を果たしている。
- 高校ボクシング部は、全国高等学校総合体育大会ボクシング競技大会学校対抗で史上初の3連覇（優勝5回）を果たしている。また、女子も全日本女子アマチュアボクシング選手権大会優勝者を輩出している。